# ドイチェ・フースバルマイスターシャフト1928-1929
ドイチェ・フースバルマイスターシャフト 1928-1929 はドイツサッカー協会によって開催された第22回目のクラブチーム全国大会である。SpVggフュルトが優勝し、3回目のドイチャー・フースバルマイスターの座に就いた。

## 概要
今大会も6月9日から7月28日という遅い時期の開催となったが、昨年のような代表の国際大会出場ではなく、冬の猛烈な寒波が原因であった。地方協会のレギオナルマイスターシャフトは日程消化が大幅に遅れ、ようやく各地域代表が出そろったのは1929年5月末であった。また本大会においても、ヘルタBSC-1.FCニュルンベルクの準決勝が150分戦っても決着がつかず、再試合に持ち込まれた。これにより、ドイチェ・マイスターシャフト決勝の予定日が二週間先延ばしになっている。
ドイツ王座を目指す戦いの中で、ひとつの不名誉な記録が生まれた。ヘルタBSCが新記録となる四年連続の決勝進出を果たし、そのすべてに敗れたのである。だがピッチ上の不名誉とは別に、DFBがヘルタにとって完全なアウェイ (フュルトの隣町ニュルンベルク)を決勝戦会場に選んだ事は問題であった。
それに加えて、1．FCニュルンベルクは準決勝でヘルタに敗れたが、1.FCNファンの多くは主審の誤った判定のせいで負けたと考え、地元ではヘルタに対する敵意と憎悪が高まっていた。こうしてSpVggフュルトとの決勝戦は、ヘルタにとって場所・雰囲気ともに最悪の条件で行われ、フュルトが勝利した。フュルトにとって3回目、ニュルンベルク・フュルト地域としては通算8回目のドイツ制覇であった。
労働者体操・スポーツ協会ではFTSVロルベーア・ローテンブルクスオルト、ドイツ体操団体ではTV1846マンハイムが、それぞれの大会でドイチャーマイスターとなった。ドイツ青年活力は大会を開催しなかった。

## エントルンデの出場クラブ[2]
| クラブ                         | 出場資格                                                            |
| VfBケーニヒスベルク            | バルティッシェ・フースバルマイスターシャフト1928-1929優勝           |
| FCティタニア・シュテッティン   | バルティッシェ・フースバルマイスターシャフト1928-1929準優勝         |
| プロイセン・ヒンデンブルク     | ズュートオストドイチェ・フースバルマイスターシャフト1928-1929優勝   |
| ブレスラウアーSC08             | ズュートオストドイチェ・フースバルマイスターシャフト1928-1929準優勝 |
| ヘルタBSC                      | ベルリナー・フースバルマイスターシャフト1928-1929優勝               |
| テニス・ボルシア・ベルリン     | ベルリナー・フースバルマイスターシャフト1928-1929準優勝             |
| ドレスナーSC                   | ミッテルドイチェ・フースバルマイスターシャフト1928-1929優勝         |
| SCヴァッカー・ライプツィヒ     | ミッテルドイチャー・ポカール1928-1929優勝                           |
| ハンブルガーSV                 | ノルトドイチェ・フースバルマイスターシャフト1928-1929優勝           |
| ホルシュタイン・キール         | ノルトドイチェ・フースバルマイスターシャフト1928-1929準優勝         |
| FCシャルケ04                   | ヴェストドイチェ・フースバルマイスターシャフト1928-1929優勝         |
| マイデリッヒャーSV             | ヴェストドイチェ・フースバルマイスターシャフト1928-1929準優勝       |
| フォルトゥナ・デュッセルドルフ | ヴェストドイチェ第三代表決定プレーオフ勝者                          |
| 1.FCニュルンベルク             | ズュートドイチェ・フースバルマイスターシャフト1928-1929優勝         |
| FCバイエルン・ミュンヘン       | ズュートドイチェ・フースバルマイスターシャフト1928-1929準優勝       |
| SpVggフュルト                  | ズュートドイチェ第三代表決定プレーオフ勝者                          |

## ラウンドオブ16
開催日：1929年6月9日・16日

会場：ヤーンシュタディオン (グライヴィッツ)、シュポルトプラッツ・シュテッフェックシュトラーセ (ケーニヒスベルク)、シュポルトプラッツ・ホーエルフト (ハンブルク)、ヴェダオシュタディオン (デュイスブルク)、ハインリヒ=ツィッシュ=シュタディオン (ミュンヘン)、フォルトゥナ=シュターディオン (ライプツィヒ)、プロイセン=プラッツ (ベルリン)、ツァボ (ニュルンベルク)
| チーム #1                  | スコア | チーム #2                      |
| -------------------------- | ------ | ------------------------------ |
| FCバイエルン・ミュンヘン   | 3–0    | ドレスナーSC                   |
| ホルシュタイン・キール     | 1–6    | 1.FCニュルンベルク             |
| SCヴァッカー・ライプツィヒ | 1–5    | FCシャルケ04                   |
| マイデリッヒャーSV         | 2–3    | ハンブルガーSV                 |
| プロイセン・ヒンデンブルク | 1–8    | ヘルタBSC                      |
| VfBケーニヒスベルク        | 1–2    | ブレスラオアーSC08             |
| SpVggフュルト              | 5–1    | フォルトゥナ・デュッセルドルフ |
| テニス・ボルシア・ベルリン | 3–2    | FCティタニア・シュテッティン   |

## 準々決勝
開催日：1929年6月30日

会場：ロンホーフ (フュルト)、カンプフバーン・ローテ・エアデ (ドルトムント)、バーレンフェルダー・シュタディオン (ハンブルク＝アルトナ)、シュポルトパルク・グリューナイヒェ (ブレスラウ)

| チーム #1          | スコア | チーム #2                  |
| ------------------ | ------ | -------------------------- |
| 1.FCニュルンベルク | 3–1    | テニス・ボルシア・ベルリン |
| FCシャルケ04       | 1–4    | ヘルタBSC                  |
| ブレスラウアーSC08 | 4–3    | FCバイエルン・ミュンヘン   |
| ハンブルガーSV     | 0–2    | SpVggフュルト              |

## 準決勝
開催日：1929年7月7日

会場：ヴァルトシュタディオン (フランクフルト・アム・マイン)、ポストシュタディオン (ベルリン)
| チーム #1     | スコア | チーム #2          |
| ------------- | ------ | ------------------ |
| ヘルタBSC     | 0–0    | 1.FCニュルンベルク |
| SpVggフュルト | 6–1    | ブレスラウアーSC08 |

### 再試合
開催日：7月21日

会場：ラインシュタディオン (デュッセルドルフ)
| チーム #1 | スコア | チーム #2          |
| --------- | ------ | ------------------ |
| ヘルタBSC | 3–2    | 1.FCニュルンベルク |

## 決勝
| SpVggフュルト                                     | 3 - 2    | ヘルタBSC         |
| ------------------------------------------------- | -------- | ----------------- |
| アウアー 14分 · フランク 66分 · ループレヒト 85分 | レポート | ゾベク 43分, 76分 |

| SpVggフュルト |  |                                                   |  |
|               |  |                                                   |  |
|               |  | ハンス・ネーガー                                  |  |
|               |  | ハンス・ハーゲン (1894年生まれのサッカー選手)     |  |
|               |  | パウル・レシュケ                                  |  |
|               |  | ルートヴィヒ・ラインベアガー                      |  |
|               |  | コンラート・クラウス                              |  |
|               |  | ハンス・クラウス (1903年生まれのサッカー選手)     |  |
|               |  | ゲオーク・キースリン                              |  |
|               |  | カール・ループレヒト (1907年生まれのサッカー選手) |  |
|               |  | アンドレアス・フランツ (サッカー選手)             |  |
|               |  | ゲオーク・フランク (サッカー選手)                 |  |
|               |  | ハインリヒ・アウアー (サッカー選手)               |  |
| 監督          |  |                                                   |  |
|               |  |                                                   |  |

| ヘルタBSC |  |                                       |  |
|           |  |                                       |  |
|           |  | パウル・ゲールハーア                  |  |
|           |  | エミル・ドムシャイト                  |  |
|           |  | ヴィリ・フェルカー                    |  |
|           |  | ゲアハート・シュルツ (サッカー選手)   |  |
|           |  | ハンネ・ゾベク                        |  |
|           |  | エアンスト・ミューラー (サッカー選手) |  |
|           |  | オットー・ロイシュナー                |  |
|           |  | オットー・フリッツェ                  |  |
|           |  | ハンス・ルーフ                        |  |
|           |  | ブルーノ・レーマン                    |  |
|           |  | ヴィリ・キアザイ                      |  |
| 監督      |  |                                       |  |
|           |  |                                       |  |

|  |  |

## 得点ランキング[7]
| 選手 | 選手                                              | クラブ              | 試合数 | 得点数 |
| ---- | ------------------------------------------------- | ------------------- | ------ | ------ |
| 1.   | ヨハネス・ゾベク                                  | ヘルタBSC           | 5      | 6      |
| 2.   | カール・ルップレヒト (1907年生まれのサッカー選手) | SpVggフュルト       | 4      | 5      |
| 3.   | フリッツ・ブラシュケ                              | ブレスラオアーSC08  | 3      | 4      |
| 4.   | ゲオーク・フランク (サッカー選手)                 | SpVggフュルト       | 4      | 4      |
| 4.   | アンドレアス・フランツ (サッカー選手)             | SpVggフュルト       | 4      | 4      |
| 4.   | ヨーゼフ・ホーナウアー                            | 1. FCニュルンベルク | 4      | 4      |